# 戰神 傳說合輯
《戰神 傳說合辑》為索尼電腦娛樂聖塔莫尼卡工作室所開發，由索尼電腦娛樂發行的一部电子游戏合辑，PlayStation 3平台獨佔，于2012年8月28日在北美发售，2012年12月25日在台湾发售。该合辑包含《战神》、《戰神2》、《戰神3》、《戰神：起源典藏版》，玩家们可重新投入最磅礡的冒险传说，展开五个壮大的历险传奇，体验戰神奎托斯向众神作出的血腥报复。合辑包含两张蓝光光碟，第一张蓝光光碟為《戰神合輯》，包含《战神》和《戰神2》，第二张蓝光光碟包含《戰神3》，同時該合辑內含独家奖励内容，內容為一张PlayStation Plus一个月下載碼，以及《戰神：崛起》測試版遊玩資格。除《戰神3》外，其他所有游戏均可从PlayStation Store下载。
索尼为庆祝《战神：历代记》的发售，PlayStation.Blog从2012年9月27日至10月5日每周都会进行一次倒计时，由Facebook社区投票选出的回顾《战神》系列的五大史诗般时刻。2005年《战神》中的“阿瑞斯之死”被评为“《战神》系列有史以来最史诗般的时刻”。

## 作品列表
《战神：历代记》共收錄了希臘神話篇五部作品，以下作品按故事情节时间线排序：
| 游戏名称           | 发售时间 | 故事顺序 | 发行语言 |
| ------------------ | -------- | -------- | -------- |
| 战神：奥林匹斯之链 | 2008年   | 第1部    | 繁体中文 |
| 戰神               | 2005年   | 第2部    | 英文     |
| 战神：斯巴达的亡魂 | 2010年   | 第3部    | 繁体中文 |
| 戰神II             | 2007年   | 第4部    | 英文     |
| 戰神III            | 2010年   | 第5部    | 繁体中文 |

## 反響
Digital Trends的評論家瑞安·弗莱明 (Ryan Fleming) 写道，这个合辑“或许是所有主机中最划算的选择”，但对于系列粉丝来说，“这个合辑并不适合你”，因为所有游戏（《戰神3》除外）都可以下载，而且“可能有点多余”。不过，新手或缺乏经验的玩家应该购买。弗莱明补充说，PSP游戏被包含在下载内容中有点奇怪，他希望这些内容能够迁移到PlayStation Vita上。 個人電腦雜誌的杰弗里·L·威尔逊给该系列打了4分（满分5分），并称其“对于任何寻求电影般血腥动作游戏的人来说都是一笔不错的买卖，尤其是对于用一份游戏的价钱就能获得五份游戏的新人来说”，但他补充说，长期的戰神粉丝可能不会觉得该系列有多大价值。
2023年11月，索尼公司报告称，《战神》系列产品在全球的销量已超过6600万（索尼尚未发布更新的销售数据）。《战神》、《戰神II》、《戰神3》和《战神：奥林匹斯之链》均得到评论家的高度好评，《戰神3》更是獲得2011年年英国电影学院奖（BAFTA awards）中的“年度最佳艺术成就奖”，並入選为有史以来最伟大的電子游戏。《战神：斯巴达之魂》则评价良好。作為遊戲合輯，《战神：历代记》受到了普遍好评，Digital Trends的瑞安·弗莱明（Ryan Fleming）写道，这次的合輯“也许是所有游戏中性价比最高的”，尽管合輯的目标市场可能并不是该系列粉丝，而是缺乏经验的玩家或新手。

## 评价
| 游戏               | Metacritic                 |
| ------------------ | -------------------------- |
| 戰神               | 94/100                     |
| 戰神II             | 93/100                     |
| 战神：奥林匹斯之链 | 91/100                     |
| 戰神合輯           | 91/100 (PS3) 73/100 (Vita) |
| 戰神III            | 92/100                     |
| 戰神：斯巴達的亡魂 | 86/100                     |
| 戰神：起源典藏版   | 84/100                     |
| 战神：历代记       | N/A                        |

合辑主要获得正面评价。IGN为游戏打了9.4/10分，属“普遍好评”级别。IGN更是授予《战神：历代记》“Editor's Choice（編輯首選）獎”的最高榮譽，并称赞其更高的分辨率、更低的价格和更流畅的帧率，并称其是“畅玩游戏的最佳方式”。由于《战神：历代记》的成功，索尼宣布后续PlayStation游戏将在其新的“经典高清”重製下以类似的方式发行。

### 獎項
| 年份 | 獎項           | 類別                  | 結果 | 來源   |
| ---- | -------------- | --------------------- | ---- | ------ |
| 2009 | 遊戲大獎       | 最受期待遊戲          | 獲獎 | [ 22 ] |
| 2010 | 遊戲大獎       | 年度遊戲              | 提名 | [ 23 ] |
| 2010 | 遊戲大獎       | 最佳PlayStation 3遊戲 | 獲獎 | [ 23 ] |
| 2010 | 遊戲大獎       | 最佳畫面遊戲          | 獲獎 | [ 23 ] |
| 2010 | 遊戲大獎       | 最佳原聲/音樂         | 提名 | [ 23 ] |
| 2010 | 遊戲大獎       | 最佳动作/冒险游戏     | 提名 | [ 23 ] |
| 2010 | 遊戲大獎       | 最佳大壞蛋 （奎托斯） | 獲獎 | [ 23 ] |
| 2010 | 遊戲大獎       | 年度角色 （奎托斯）   | 提名 | [ 23 ] |
| 2010 | GameTrailers   | 最佳动作/冒险游戏     | 獲獎 | [ 24 ] |
| 2010 | GameSpy        | 最佳动作游戏          | 獲獎 | [ 25 ] |
| 2011 | 英国电影学院奖 | 年度最佳藝術成就獎    | 獲獎 | [ 26 ] |
| 2011 | 英国电影学院奖 | 最佳动作游戏          | 提名 | [ 27 ] |
| 2011 | 英国电影学院奖 | 最佳游戏玩法          | 提名 | [ 28 ] |
| 2011 | D.I.C.E.大奖   | 杰出动画              | 獲獎 | [ 29 ] |
| 2012 | IGN            | 編輯首選獎            | 獲獎 | [ 20 ] |